# Huszonegyszög
A geometriában a huszonegyszög egy huszonegy oldalú sokszög.

## Alapvető tulajdonságok
A szabályos sokszögek szögeire ismert képlet n = 21 esetben a következőt adja:
{\displaystyle \alpha ={\frac {(n-2)}{n}}\cdot 180^{\circ }={\frac {19}{21}}\cdot 180^{\circ }=162{,}8571^{\circ }}
A szabályos huszonegyszög területére a következő adódik:
{\displaystyle A={\frac {21}{4}}a^{2}\operatorname {ctg} {\frac {\pi }{21}}\approx 34{,}8314a^{2}}

## A szabályos huszonegyszög szerkesztése
Mivel 21 = 3 × 7, a szabályos huszonegyszög nem szerkeszthető körző és vonalzó segítségével.